# Nagybaracska
Nagybaracska est un village et une commune du comitat de Bács-Kiskun en Hongrie.